# Gottfried Kolditz
Gottfried Kolditz (* 14. Dezember 1922 in Altenbach, Amtshauptmannschaft Grimma; † 15. Juni 1982 in Dubrovnik, SR Kroatien, Jugoslawien) war ein DEFA-Spielfilmregisseur und -drehbuchautor. Er war mit fast 20 Kinofilmen einer der produktivsten und am kontinuierlichsten arbeitenden DEFA-Regisseure der 1960er- und 1970er-Jahre. Viele seiner Filme waren große Publikumserfolge in der DDR.

## Leben

Grab von Kolditz auf dem Berliner Französischen Friedhof I

Als Sohn eines Landarbeiters in Altenbach geboren, studierte Kolditz 1945–1949 in Leipzig Germanistik und von 1947 bis 1949 an der Theaterschule Leipzig Schauspiel und Regie. Anfang der 50er Jahre promovierte Kolditz in Leipzig bei Theodor Frings. Parallel hatte er bereits als Schauspieler und Regisseur an verschiedenen Theatern zu arbeiten begonnen – in Leipzig, Dresden, Rostock und Karl-Marx-Stadt, wo er zuletzt Oberspielleiter war.
Im Jahr 1955 ging er als musikalischer Berater für die Musikfilme Zar und Zimmermann und Mazurka der Liebe zur DEFA.
Im Jahr 1958 drehte er für die Filmreihe Das Stacheltier seinen ersten Spielfilm Der junge Engländer nach Wilhelm Hauff mit Jean Soubeyran, der sich stilistisch an den Expressionismus anlehnte. In den folgenden zwei Jahrzehnten arbeitete Kolditz, der als experimentierfreudig galt, in den verschiedensten Genres: Er drehte Märchenfilme, Komödien, Musicals und Science-fiction-Filme. Mit Signale – Ein Weltraumabenteuer versuchte er, sich technisch an Stanley Kubricks 2001: Odyssee im Weltraum anzulehnen. Der Film wurde in Paris für seine Tricksequenzen ausgezeichnet. Er schrieb auch mehrere Science-Fiction-Erzählungen, die in Anthologien und in der Reihe Das neue Abenteuer erschienen. Für defa futurum schrieb er das Drehbuch für Werkstatt Zukunft II.
Ende der 1960er-Jahre hatte Kolditz auch begonnen, die Drehbücher zu seinen Filmen zu schreiben. Von ihm stammte bereits unter dem Pseudonym Lothar Koch die Idee zu der Heinz-Erhardt-Komödie Drillinge an Bord.
Am nachhaltigsten jedoch war sein Name mit den in der DDR sehr populären DEFA-Indianerfilmen mit dem jugoslawischen Schauspieler Gojko Mitić in der Hauptrolle verbunden, von denen er drei inszenierte. Ursprünglich als – auch ideologische – Antwort auf die Karl-May-Filme konzipiert, entwickelten sie sich zu einem eigenen Genre in der DDR. Kolditz starb unmittelbar vor Drehbeginn eines neuen Indianerfilms, während er einen Piratenzweiteiler als deutsch-deutsche Koproduktion vorbereitete.
Da die DEFA einen politischen Aufklärungsauftrag hatte (das richtige, d. h. sozialistische Bewusstsein zu fördern), bedeutete die Konzentration auf Genre-Filme (pejorativ als Unterhaltungsfilme abgetan) von vornherein auch die weitgehende Ignoranz durch die Kritik. 
Kolditz starb 1982 im Alter von 59 Jahren. Sein Sohn Stefan ist erfolgreich als Schriftsteller sowie Bühnen- und Drehbuchautor tätig.

## Filme (Regie)
- 1957: Tanz in der Galerie
- 1958: Der junge Engländer
- 1959: Simplon-Tunnel
- 1959: Weißes Blut
- 1960: Die schöne Lurette
- 1961: Die goldene Jurte
- 1961: Schneewittchen
- 1962: Revue um Mitternacht
- 1963: Frau Holle
- 1964: Geliebte weiße Maus
- 1966: Das Tal der sieben Monde
- 1967: Gisela May singt Brecht (Fernsehsendung)
- 1968: Spur des Falken
- 1970: Signale – Ein Weltraumabenteuer
- 1973: Apachen (auch Drehbuch)
- 1974: Ulzana (auch Drehbuch)
- 1976: Im Staub der Sterne (auch Drehbuch)
- 1979: Addio, piccola mia (Darsteller)
- 1979: Das Ding im Schloß (auch Drehbuch)
- 1983: Der Scout (Drehbuch)

## Theater (Regie)
- 1953: Wsewolod Wischnewski: Optimistische Tragödie (Städtische Theater Karl-Marx-Stadt)
- 1954: Friedrich Schiller: Kabale und Liebe (Städtische Theater Karl-Marx-Stadt)
- 1955: Friedrich Schiller: Wallenstein (Städtische Theater Karl-Marx-Stadt)